# Жената и куклата (филм)
„Жената и куклата“ (на френски: La Femme et le Pantin) е драматичен филм от 1959 година на режисьора Жулиен Дювивие с участието на Брижит Бардо, Антонио Вияр и Лиля Кедрова, адаптация на едноименния роман на Пиер Луис. Филмът е копродукция на Франция и Италия.
На пръв поглед Брижит Бардо е предопределена за този филм, защото много хора по това време я смятат за превъплъщение на „фаталната жена“. Точно поради тази причина всеки знае от самото начало как ще приключи историята. Тя се разхожда гордо по улиците, така че всеки да забележи нейната привлекателност и няма съмнение, че тя самата добре знае това. В една от сцените възрастен мъж спонтанно целува краката и, но тя не остава впечатлена от този факт. Самата и реакция доказва, че краката и не са „дървени“. Когато злополучният дон Матео е обсебен от нея, той дори не се опитва да скрие този факт и падението му показва, че е нямало начин нещата да се развият другояче.

## Сюжет
Матео Диас (Антонио Вияр) е богат джентълмен, който обича и уважава съпругата си, но вече не я намира за привлекателна, защото тя е парализирана. Той си е изградил определена репутация сред жените и съответно не се поколебава да се доближи до Ева Маршан (Брижит Бардо) веднага, след като е осъзнал красотата и. За негова изненада, Ева не се впечатлява от ухажването и жестовете му спрямо нея. Той се опитва да и обясни начина си на живот и от къде произлиза интереса му към нея. Колкото повече Матео настоява, толкова повече Ева се отдалечава от него. В крайна сметка той е толкова унижен, че дори самата му походка показва, че Матео е съкрушен човек.

## В ролите
| Изпълнител     | Роля             |
| -------------- | ---------------- |
| Брижит Бардо   | Ева Маршан       |
| Антонио Вияр   | дон Матео Диас   |
| Лиля Кедрова   | Мануела          |
| Даниел Ивернел | Бертие           |
| Дарио Морено   | Арабаджян        |
| Жак Моклер     | Станислас Маршан |
| Джес Хан       | Сидни            |

## Продукция
Снимките на филма протичат в Севиля, Испания.